# Erik Mongrain

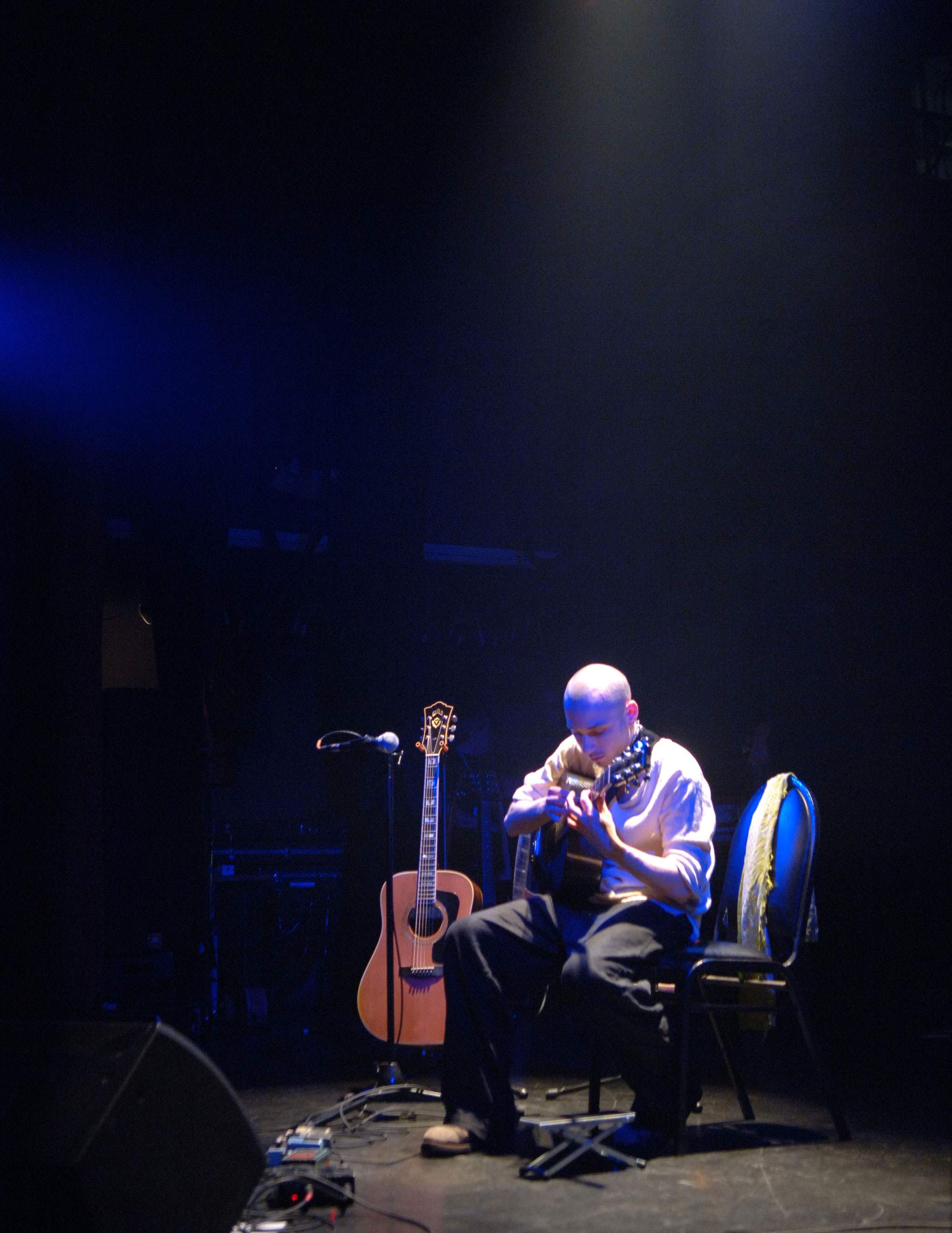
Erik Mongrain - Montréal (2006)

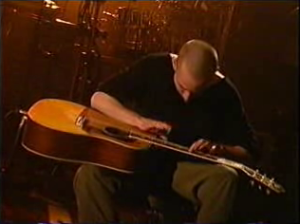
Erik Mongrain - Montréal (2006)

Erik Mongrain (Montréal, 12 aprile 1980) è un compositore e chitarrista canadese, famoso per lo stile acustico unico e per la tecnica di lap tapping a due mani sulla chitarra acustica.

## Biografia
Erik Mongrain ha imparato a suonare la chitarra da autodidatta all'età di 14 anni. Nutriva molto interesse verso gli sport, ma questo fu ben presto soppiantato dalla passione per la chitarra e in poco tempo imparò a suonare a orecchio. Benché avesse cominciato con la chitarra elettrica, Mongrain sviluppò la passione per la chitarra classica e quella acustica ascoltando le opere di Johann Sebastian Bach. Appresa la lettura dello spartito, cominciò anche a comporre musica.
Mongrain trasse ispirazione nel primo periodo dai Metallica, Jimi Hendrix e Kurt Cobain. A 18 anni l'ascolto delle opere del chitarrista Don Ross lo portò ad esclamare: Si è trattato di una rivelazione per me. Ho finalmente trovato la mia nicchia.
Mongrain fu profondamente influenzato anche dalla musica di Michael Hedges. Cominciò a sperimentare una nuova tecnica chiamata lap tapping, con cui il musicista mantiene in grembo la chitarra e pizzica le corde all'altezza della stanghetta trasversale con entrambe le mani.

## Attività
Erik Mongrain si esibisce in concerti dal vivo negli Stati Uniti, in Canada e in Inghilterra. La sua carriera comincia con piccoli numeri da strada, che continua a tenere sia in strada che in metropolitana, così come partecipa a concerti dal vivo e trasmissioni televisive.
La musica di Mongrain sarà oggetto di un documentario realizzato da Lance Trumbull per l'Everest Peace Project. L'artista è stato di recente pubblicato sulla copertina di Guild Magazine. Di lui hanno scritto Le Journal de Montréal e il Journal Espagnol Granada:
Mongrain ha realizzato il primo album full-length, Fates, nel dicembre 2006, pubblicandolo sul suo sito web come raccolta di brani acquistabili o scaricabili individualmente. Il CD è stato realizzato nel giugno 2007 (maggio in Giappone).
È stato invitato alla première del «World Music Heritage», presentato dai Gontiti sulla rete televisiva giapponese NHK, la cui messa in onda è cominciata nel maggio 2007.
Nell'estate del 2008 Mongrain è partito per un tour europeo che ha toccato Francia, Belgio, Germania e Gran Bretagna. Si è esibito anche nella sua provincia, il Québec, in un paio di concerti, durante i quali la compagnia iVideoTune ha girato quattro videoclip.

## Discografia
- 2005 - Un Paradis Quelque Part
- 2005 - Les pourris de Talent
- 2007 - Fates
- 2008 - Equilibrium

## Media
- Erik Mongrain - AirTap!, su erikmongrain.com (archiviato dall'url originale il 29 aprile 2007).
- Erik Mongrain - Fusions, su erikmongrain.com (archiviato dall'url originale il 29 aprile 2007).
- Erik Mongrain - Timeless, su erikmongrain.com (archiviato dall'url originale il 29 aprile 2007).
- Erik Mongrain - I Am Not, su erikmongrain.com (archiviato dall'url originale il 29 aprile 2007).
- Erik Mongrain - PercussienFa, su erikmongrain.com (archiviato dall'url originale il 28 giugno 2007).
- Erik Mongrain - The Silent Fool, su erikmongrain.com (archiviato dall'url originale il 22 agosto 2007).
- Erik Mongrain - A Ripple Effect, su erikmongrain.com (archiviato dall'url originale il 28 giugno 2007).